# 星乃葉月
星乃葉月（1995年8月22日—）是日本的女性聲優，東京都出身。隸屬於81 Produce。

## 人物
2017年4月加入81 Produce。
在看了「涼宮春日的激奏」後決定成為聲優。

## 演出作品
※粗體字為主要角色。

### 電視動畫
2017年
- 偶像學園STARS！（女主播）
- 天使的3P！（鋼琴老師、水野）

2018年
- 偶像學園Friends！（客人）
- 雷頓神秘偵探社～卡特莉的解謎事件簿～（Pitfall夫人〈幼年〉）
- 聖鬥士星矢 聖鬥少女翔（學生）

2019年
- 卡片戰鬥!! 先導者（黑絆號手、髑髏的魔女ネヴァン）
- 星光頻道（麻里愛的姐姐、觀眾）

2020年
- 22/7（攝影助手）
- 神之塔 -Tower of God-（黃色）
- 動物新世代 BNA（陽太、熊士隊右翼手）
- 輝夜姬想讓人告白？～天才們的戀愛頭腦戰～（女學生們）
- Lapis Re:LiGHTs（艾米莉亞[5]）

### 遊戲
2017年
- 東京Dragon City[6]
- 黎明之歌（露露[7]）
- Alter Record Adjustmen（スパルタカス[8]）
- 小魔女學園 時空魔法與七大不可思議（艾爾弗里德[9]）

2018年
- Winning Hand[10]

2019年
- 天華百劍-斬-（浦島虎徹[11]）

2021年
- 怪物彈珠（2021年 - 2022年 紺邊屋木棉[12]、小都舞希[13]）
- Lapis Re：LiGHTs ～這個世界的偶像會用魔法～（艾蜜莉亞[14]）

## 音樂CD

### 角色歌
| 發售日 | 商品名稱             | 演唱名義 | 歌曲               | 備註                                                        |
| 2020年 | 2020年               | 2020年   | 2020年             | 2020年                                                      |
| ------ | -------------------- | -------- | ------------------ | ----------------------------------------------------------- |
| 2月5日 | START the MAGIC HOUR | IV KLORE | 「」 「Butterfly」 | 遊戲《Lapis Re：LiGHTs ～這個世界的偶像會用魔法～》相關歌曲 |

## 外部連結
- 事務所官方簡歷 （页面存档备份，存于）（日語）
- 星乃葉月的X（前Twitter）（日語）